# Reino de Elleore

Bandeira de Elleore

O Reino de Elleore é uma micronação localizada na ilha de Elleore no Fiorde de Roskilde, ao norte da cidade de Roskilde na ilha de Zelândia, Dinamarca.
A ilha foi adquirida por um grupo de professores de Copenhague em 1944 para uso como acampamento de verão. Anteriormente a 1944, a ilha foi conhecida pelo polemico curta-metragem, Løvejagten, do ano de 1907.
Numerosas tradições próprias do reino têm evoluído ao longo das décadas posteriores, incluindo a proibição da novela de Robinson Crusoe, e o uso de uma hora regular própria da micronação, que é 12 minutos atrás do fuso horário. Muitos dos nomes de lugares da ilha, os títulos adquiridos por sua "nobreza" são paródias dos governantes de Dinamarca.

## Geografia e demografia
A ilha tem aproximadamente 15,000 metros quadrados (3.7 acres) em medida. O reinado está desocupado, salvo por uma reunião anual, de uma semana de duração, que seus "cidadãos" participam. A decisão do cargo de monarca leva-se a cabo nesta reunião.

## Reis e rainhas de Elleore
Elleore tem tido seis monarcas desde sua criação.
- Erik I (1945–1949)
- Leio I dêem Lille (1949–1960)
- Erik II dêem Storartede (1961–1972)
- Leio II dêem Folkekære (1972–1983)
- Leodora dêem Dydige (1983–2003)
- Leio III (2003–Actualidade)[2]

## Relações externas
- Sitio site oficial
- Reino de Elleore Coinage
- Catálogo de moedas cunhada pelo Reino de Elleore